# Adam Price (sceneggiatore)
Adam Price (Copenaghen, 7 maggio 1967) è uno sceneggiatore, critico culinario e ristoratore danese.

## Biografia
Proviene da una famiglia di immigrati inglesi che venne in Danimarca nel XVIII secolo. È figlio dell'attrice e regista Brigitte Price e dell'attore, sceneggiatore e gourmet John Price, morto nel 1996 e fratello del compositore James Price. Parlando di sua madre, nel 2010 ha dichiarato di essere stata una grande fonte di ispirazione per la serie Borgen - Il potere, una donna al potere che conduce la vita professionale e familiare.
Adam Price ha studiato giurisprudenza all'Università di Copenaghen dal 1986 al 1990, che ha abbandonato dopo il successo della sua collaborazione con i testi delle recensioni che suo fratello ha messo in musica.
Ha scritto la sceneggiatura della serie politica danese Borgen - Il potere, che è durata dal 2010 al 2013 e che è diventata un successo internazionale. Nel 2012 insieme ai suoi colleghi ha ricevuto il premio BAFTA per la migliore serie televisiva internazionale.
Nel 2017, la sua serie Nel nome del padre sulla famiglia di un pastore è stata presentata in anteprima in Danimarca ed è stata anche trasmessa su Arte nel 2018. La motivazione per la serie era, secondo Price, occuparsi del ruolo della religione in una società secolare.
A Price appartengono diversi ristoranti danesi. Con suo fratello che appare nel popolare show di cucina Spise med Price (in italiano: Mangiare con Price).

## Premi
- British Academy Television Awards per Borgen - Il potere.

## Autore (film e televisione)
- Nel nome del padre (autore principale, DR1, 2017 - 2018)
- Borgen - Il potere (autore principale, DR1, 2010 - 2022)
- Anna Pihl (autore principale e ideatore, TV 2, 2006 - 2008)
- Nikolaj e Julie (autore e ideatore, DR, 2002 - 2003)
- Taxa (autore, DR, 1997 - 1999)
- Il buono, il brutto e davvero divertente (autore e  ideatore, DR, 1990 - 1992)
- Ragnarok, serie TV, una stagione (per Netflix, 2020-in corso)